# Галерија грбова Индије
Галерија грбова Индије обухвата актуелни Грб Индије, грбове индијских држава и грбове индијских територија.

## Актуелни Грб Индије
- Грб Индије

## Грбови индијских држава
- Грб Андра Прадеш
- Грб Аруначал Прадеш
- Грб Асам
- Грб Бихар
- Грб Чатисгар
- Грб Гуџарат
- Грб Харајана
- Грб Химачал Прадеш
- Грб Џаму и Кашмир
- Грб Џарканд
- Грб Карнатака
- Грб Керала
- Грб Махараштра
- Грб Манипур
- Грб Мегхалаја
- Грб Мизорам
- Грб Нагаланд
- Грб Панџаб
- Грб Ориса
- Грб Раџастан
- Грб Сиким
- Грб Тамил Наду
- Грб Трипура
- Грб Утар Прадеш
- Грб Утараханд
- Грб Западни Бенгал

## Грбови индијских територија
- Грб територије Андамани и Никобари
- Грб територије Чандигар
- Грб територије Дадра и Нагар Хавели
- Грб територије Даман и Дију
- Грб територије Лакадиви
- Грб територије Делхи
- Грб територије Пондишери